# Cyclopogon epiphyticus
Cyclopogon epiphyticus är en orkidéart som först beskrevs av Dodson, och fick sitt nu gällande namn av Dodson. Cyclopogon epiphyticus ingår i släktet Cyclopogon, och familjen orkidéer. Inga underarter finns listade i Catalogue of Life.